# سادیک بالارابه
سادیک بالارابه (انگلیسی: Sadik Balarabe؛ زادهٔ ۲۶ ژوئن ۱۹۹۲) بازیکن فوتبال اهل بریتانیا است.